# Họ Chim chuột
Chim chuột là nhóm các loài chim thuộc bộ Coliiformes, với các loài còn tồn tại hiện thuộc về họ duy nhất Coliidae. Chúng là nhóm chị em với nhánh Eucavitaves, gồm Leptosomiformes, Trogoniformes (nuốc), Bucerotiformes (hồng hoàng và đầu rìu), Piciformes (gõ kiến, toucan và họ hàng) và Coraciformes (bói cá, sả và nhiều họ hàng khác). Họ này hiện chỉ được tìm thấy ở Châu Phi Hạ Sahara, và đây là bộ chim duy nhất giới hạn hoàn toàn trong lục địa này. Tuy nhiên, một số trường hợp ngoại lệ như turaco,  được một số người coi là bộ riêng biệt Musophagiformes, và Leptosomus discolor, loài duy nhất của bộ Leptosomiformes, được tìm thấy ở Madagascar, ngoài châu Phi lục địa. Chim chuột có phạm vi phân bố rộng hơn trong kỷ Paleogen, với phạm vi rộng khắp châu Âu và Bắc Mỹ trong suốt thế Paleocen.

## Miêu tả
Chim chuột là dạng chim mảnh khảnh màu xám hoặc nâu với lông vũ mềm mại. Trung bình chúng dài khoảng 10 cm (3,9 in), với cái đuôi dài và mỏng dài hơn 20–24 cm (7,9–9,4 in), và nặng 45–55 g (1,6–1,9 oz). Chúng sống trên cây và di chuyển quanh các lá như gặm nhấm để tìm kiếm quả mọng, trái cây và chồi. Thói quen này, cùng với hình thái đôi chân, là cơ sở cho tên tiếng Anh của chúng, mousebird. Chúng có khả năng nhào lộn và có thể kiếm ăn lộn ngược. Tất cả các loài đều có móng vuốt khỏe và các ngón chân ngoài có thể đảo ngược. Chúng cũng có mào và mỏ phình.

## Hành vi và sinh thái học
Chim chuột là loài sống bầy đàn, tương tự như chuột, và được tìm thấy theo nhóm khoảng 20 con ở vùng đất có nhiều cây cối rậm rạp. Chúng xây tổ hình chén bằng cành cây trên cây, và được lót bằng cỏ. Chim cái đẻ khoảng hai đến ba quả trứng trong một lứa.

## Hệ thống học và tiến hóa
Chim chuột có thể được coi là "hóa thạch sống", bởi sáu loài còn tồn tại ngày nay chỉ là những loài còn sót lại của một dòng dõi đa dạng hơn rất nhiều vào thời kỳ sớm của kỷ Paleogen và thế Miocen. Bộ Coliiformes có một số lượng hóa thạch rất phong phú, nhưng việc tập hợp thành một cây phát sinh hệ thống chắc chắn không phải là điều dễ dàng. Họ này được ghi nhận là tồn tại từ thế Paleocen sớm trở đi. Vào thế Eocen, có hai họ được biết là đã tồn tại, họ Coliidae còn tồn tại và họ tuyệt chủng Sandcoleidae gồm các loài có mỏ dài hơn.
Họ Sandcoleidae trước đây là một bộ riêng biệt, nhưng cuối cùng đã được xếp vào nhánh Coraciiformes tổ tiên. Trong đó, các loài Sandcoleidae thực sự các dạng như Neanis được gộp chung trong một nhóm cận ngành. Mặc dù các loài Sandcoleidae hiện nay được coi là đơn ngành sau khi loại bỏ các đơn vị phân loại khác, nhưng nhiều dạng không thể được gán một cách dứt khoát cho bất kỳ họ nào. Ví dụ, chi Selmes có lẽ là một coliid, nhưng chỉ có quan hệ họ hàng xa với các chi hiện đại.
Các loài Coliiformes tuyệt chủng xuất hiện ở một loạt các hệ sinh thái. Đặc biệt, họ Sandcoleidae thường giữ những hạt chưa nghiền nát trên bụng, đồng thời có những móng vuốt tương tự như các loài chim săn mồi hiện nay.

## Phân loại học
Bộ COLIIFORMES
- Chi †Botauroides Shufeldt 1915 (Thế Eocen ở Wyoming, Hoa Kỳ)
  - †B. parvus Shufeldt 1915
- Chi †Eobucco Feduccia & Martin 1976
  - †E. brodkorbi Feduccia & Martin 1976
- Chi †Eocolius Dyke & Waterhouse 2001 (London Clay Early Eocene of Walton-on-the-Naze, Anh)
  - †E. walkeri Dyke & Waterhouse 2001
- Chi †Limnatornis Milne-Edwards 1871 [Palaeopicus Lambrecht 1933 ex Brodkorb 1952] (Thế Miocen sớm ở Saint-Gérand-le-Puy, Pháp)
  - †L. consobrinus (Milne-Edwards 1871) [Picus consobrinus Milne-Edwards 1871; Palaeopicus consobrinus (Milne-Edwards 1871) Lambrecht 1933 nomen nudum; Urocolius consobrinus (Milne-Edwards 1871)]
  - †L. paludicola Milne-Edwards 1871 [Colius paludicola (Milne-Edwards 1871) Ballmann 1969a; Urocolius paludicola (Milne-Edwards 1871)]
  - †L. archiaci (Milne-Edwards 1871) [Picus archiaci Milne-Edwards 1871; Colius archiaci (Milne-Edwards 1871) Ballmann 1969a; Urocolius archiaci (Milne-Edwards 1871) Mlíkovský 2002] (Thế Miocen sớm ở Saint-Gérand-le-Puy, Pháp)
- Coliiformes gen. et sp. indet. (Thế Miocen muộn ở Kohfidisch, Áo)[13]
- Chi †Uintornis Marsh 1872
  - †U. lucaris Brodkorb 1971
  - †U. marionae Feduccia & Martin 1976
- Họ †Chascacocoliidae Zelenkov & Dyke 2008
  - Chi †Chascacocolius Houde & Olson 1992 (Thế Paleocen muộn ?- Thế Miocen sớm)
    - †C. oscitans Houde & Olson 1992
    - †C. cacicirostris Mayr 2005
- Họ †Selmeidae Zelenkov & Dyke 2008
  - Chi †Selmes Mayr 1998 ex Peters 1999 (Thế Miocen giữa ?-Thế Oligocen muộn ở Trung Âu)
    - †S. absurdipes Mayr 1998 ex Peters 1999
- Họ †Sandcoleidae Houde & Olson 1992 sensu Mayr & Mourer-Chauviré 2004
  - Chi †Sandcoleus Houde & Olson 1992 (Thế Paleocen) 
    - †S. copiosus Houde & Olson 1992

  - Chi †Anneavis Houde & Olson 1992
    - †A. anneae Houde & Olson 1992

  - Chi †Eoglaucidium Fischer 1987
    - †E. pallas Fischer 1987

  - Chi †Tsidiiyazhi Ksepka, Stidham & Williamson 2017 (Thế Paleocen ở New Mexico)
    - †T. abini Ksepka, Stidham & Williamson 2017
- Họ Coliidae Swainson 1837 sensu Mayr & Mourer-Chauviré 2004
  - Chi †Celericolius Ksepka & Clarke 2010
    - †C. acriala Ksepka & Clarke 2010

  - Chi †Masillacolius Mayr & Peters 1998 (Thế Miocen giữa ở Messel, Đức)
    - †M. brevidactylus Mayr & Peters 1998

  - Chi †Oligocolius Mayr 2000 (Thế Oligocene sớm ở Frauenweiler, Đức)
    - †O. brevitarsus Mayr 2000
    - †O. psittacocephalon Mayr 2013

  - Chi †Palaeospiza Allen 1878
    - †Palaeospiza bella Allen 1878

  - Chi †Primocolius Mourer-Chauviré 1988 (Thế Eocen muộn/Oligocen ở Quercy, Pháp)
    - †P. sigei Mourer-Chauviré 1988
    - †P. minor Mourer-Chauviré 1988

  - Phân họ Coliinae
    - Chi Urocolius (2 loài)
      - U. indicus (Latham 1790) (Chim chuột mặt đỏ)
      - U. macrourus (Linnaeus 1766) (Chim chuột mũ xanh)

    - Chi Colius [Necrornis Milne-Edwards 1871] (4 loài)
      - †C. hendeyi Vickers-Rich & Haarhoff 1985
      - †C. palustris (Milne-Edwards 1871) Ballmann 1969 [Necrornis palustris Milne-Edwards 1871][14][15]
      - C. castanotus Verreaux & Verreaux 1855 (Chim chuột lưng đỏ)
      - C. colius (Linnaeus 1766) (Chim chuột lưng trắng)
      - C. leucocephalus Reichenow 1879 (Chim chuột đầu trắng)
      - C. striatus Gmelin 1789 (Chim chuột đốm)